# St. Georg (Mittelstetten)

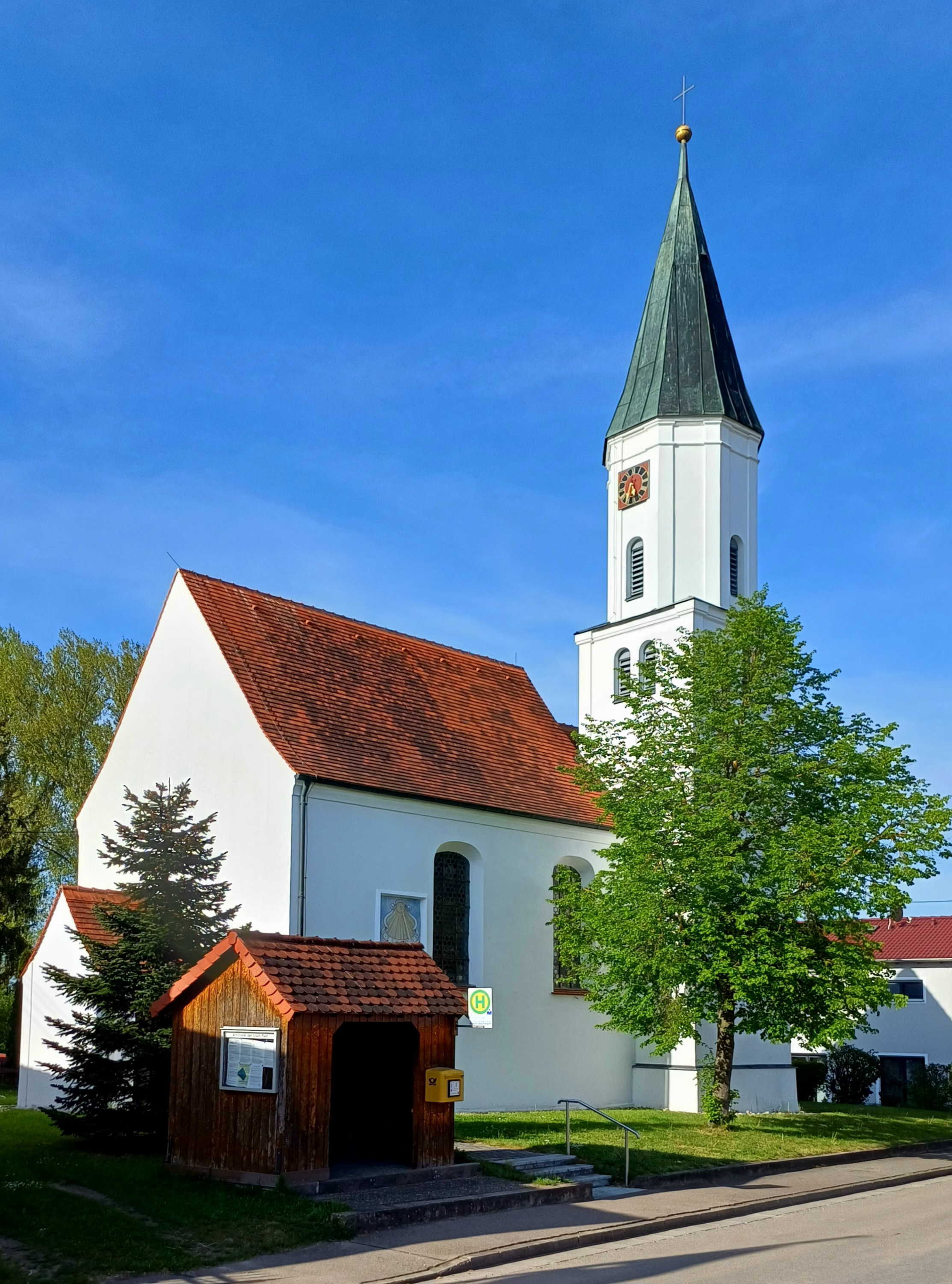
St. Georg

Die römisch-katholische Kirche St. Georg in Mittelstetten, einem Stadtteil von Rain im Landkreis Donau-Ries im bayerischen Regierungsbezirk Schwaben, wurde Ende des 15. Jahrhunderts errichtet und ist in die Denkmalliste eingetragen.

## Pfarrzugehörigkeit
Mittelstetten gehörte über die Jahrhunderte zur Pfarrei Gempfing im Landkapitel Rain. Am 1. Oktober 1838 wurde der Filialort zur Stadtpfarrei St. Johannes der Täufer Rain umgegliedert. Die Pfarrgemeinde gehört zum Dekanat Donauwörth im Bistum Augsburg.

## Baugeschichte
Die Dorfkirche wurde Ende des 15. Jahrhunderts errichtet und nach der Überlieferung am 10. Oktober 1500 von Weihbischof Johann von Wertheim (es müsste sich um Johannes Kerer handeln, der zu dieser Zeit Weihbischof war und in Wertheim geboren wurde) geweiht. 1662 erfolgte die Wiederherstellung nach den Schäden des Dreißigjährigen Krieges.
Um 1700 erfolgte die Turmerhöhung mit dem Polygon; aus dieser Maßnahme stammen wohl Teile der übrigen Turmgliederung. 1847 wurde das Vorzeichen angebaut; eine durchgreifende Neugestaltung des Innenraumes folgte. In dieser Zeit erfolgte die neue Einrichtung. 1904, 1933 und 1945 erfolgten Renovierungen. 1993 bis 1995 wurde eine umfassende Innenrenovierung mit Wiederherstellung der Sockeldraperie mit Walzmustern im Stil des Historismus sowie Außen- und Dachreparaturen durchgeführt. 2021/2022 erfolgte die statische Instandsetzung; die hochgehängte Empore war seit der Begutachtung 2015 gesperrt. Die Maßnahme wurde mit einem Festgottesdienst am 29. Mai 2022 abgeschlossen.

## Beschreibung

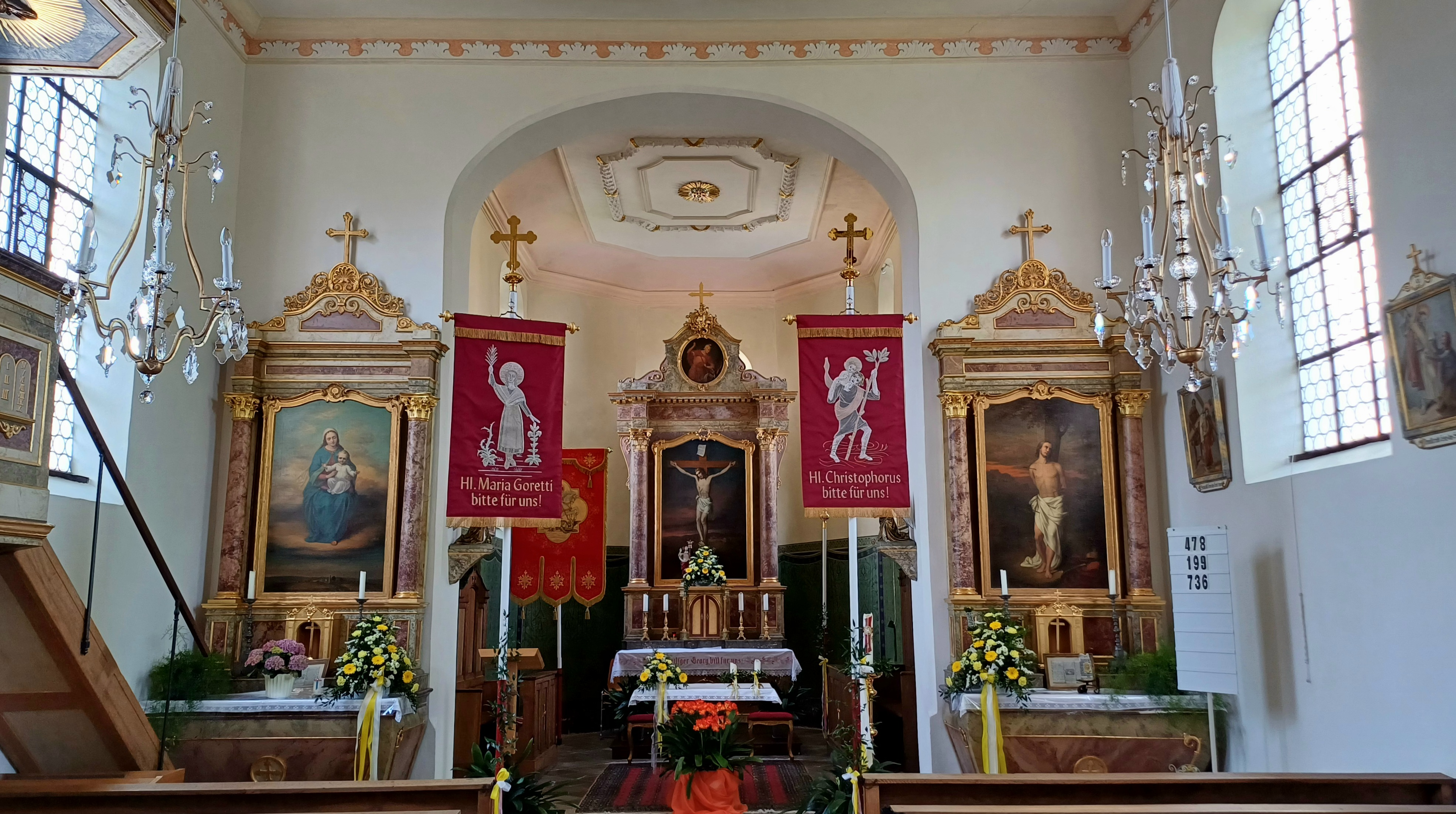
Altarraum

Dem rechteckigen Saalraum schließt sich im Osten der eingezogene, dreiseitig geschlossene Chor an. Der Turm im südlichen Chorwinkel ist mit Lisenen gegliedert. Die Sakristei ist nördlich angebaut, über das westliche Vorzeichen betritt man die Kirche.

## Ausstattung
Die Altäre wurden um 1840 geschaffen. Die Altarbilder malte 1856 der Historien- und Kirchenmaler Liberat Hundertpfund im Nazarener-Stil. Das Gemälde des Hochaltares zeigt den Gekreuzigten, am südlichen Seitenaltar von St. Sebastian und am nördlichen Seitenaltar eine Muttergottes mit Kind, darunter eine zeitgenössische Darstellung des Dorfes Mittelstetten. Zur Ausstattung gehören ferner ein Kreuzweg und ein Kruzifix.